# Dolf Kessler
Geldolph Adriaan „Dolf” Kessler (ur. 2 kwietnia 1884 w Batavii, zm. 21 sierpnia 1942) – piłkarz holenderski grający na pozycji pomocnika. W swojej karierze rozegrał 3 mecze i strzelił 1 bramkę w reprezentacji Holandii. Jego brat Boelie oraz kuzyni Dé i Tonny Kessler także byli piłkarzami i reprezentantami kraju.

## Kariera klubowa
W swojej karierze piłkarskiej Kessler grał w klubie HVV Den Haag.

## Kariera reprezentacyjna
W reprezentacji Holandii Kessler zadebiutował 30 kwietnia 1905 roku w wygranym 4:1 meczu Coupe Van den Abeele z Belgią, rozegranym w Antwerpii. Od 1905 do 1906 roku rozegrał w kadrze narodowej 3 mecze i zdobył 1 gola.